# Inguna Butane
Inguna Butane (ur. 24 lutego 1986 w Rydze na Łotwie) – łotewska modelka.
Występowała w pokazach takich marek jak Dolce & Gabbana, L’Oréal, Victoria’s Secret, Gucci, Max Mara czy Versace. 
Obecnie jest twarzą Escady i po raz kolejny twarzą Bottega Veneta razem z Chanel Iman i Julią Dunstall.
Wystąpiła w prestiżowym pokazie Victoria’s Secret w 2005, 2007 i 2008 roku.